# 10130 Ардре
10130 Ардре (1993 FJ50, 1991 TM5, 10130 Ardre) — астероїд головного поясу.
Тіссеранів параметр щодо Юпітера — 3,696.